# Baklava
Baklava (/ˈbɑːkləvɑː/, /bɑːkləˈvɑː/, hay /bəˈklɑːvə/; [bɑːklɑvɑː]) là một loại bánh ngọt truyền thống dùng trong bữa tráng miệng của một số quốc gia thuộc Trung và Tây Á, Bắc Phi, cũng như ở khu vực bán đảo Balkan. Bánh gồm những lớp bột filo phủ đầy các loại hạt được cắt nhỏ và tẩm ngọt. Khi ăn, người ta thường dùng kèm với một chút siro hoặc mật ong.

## Tên gọi
Từ baklava lần đầu tiên được biết đến trong tiếng Anh vào năm 1650, mượn từ tiếng Thổ Nhĩ Kỳ thời Ottoman là بقلاوه /bɑːklɑvɑː/. Tên gọi được sử dụng rộng rãi trong nhiều ngôn ngữ với các biến thể phát âm khác nhau. Nhà sử học Paul D. Buell đưa ra ý kiến baklava là sự kết hợp giữa từ gốc tiếng Mông Cổ, baγla, có nghĩa là "bọc lại, xếp chồng lên nhau" và hậu tố đuôi -v của động từ trong tiếng Thổ Nhĩ Kỳ. Một giả thiết khác lại cho rằng tên gọi loại bánh này xuất phát từ tiếng Ba Tư, باقلبا (bāqlabā).

## Chế biến
Baklava thường được chế biến trên chảo lớn. Đầu tiên, người ta tráng một loạt các lớp bột filo cùng với bơ và dầu thực vật. Tiếp đến là rắc một lớp quả đã thái nhỏ lên trên, có thể dùng quả óc chó hoặc quả hồ trăn, đôi khi là hạt phỉ. Sau cùng lại tráng các lớp bột filo một lần nữa. Đây là công thức chung cho baklava, dù ở một số nơi có thể có biến thể với những lớp bánh tráng khác nhau. Trước khi đưa vào lò nướng (nhiệt độ 180 °C trong vòng 30 phút), bột bánh được cắt miếng vừa miệng tùy thích thành hình bình hành, hình tam giác, hình thoi hoặc hình chữ nhật. Thành phẩm được trang trí cùng với các loại hạt bày xung quanh, đi kèm với một chút xi-rô làm từ mật ong, nước hoa hồng hoặc nước hoa cam đổ lên mặt bánh hoặc nhúng ngập.

## Hình ảnh

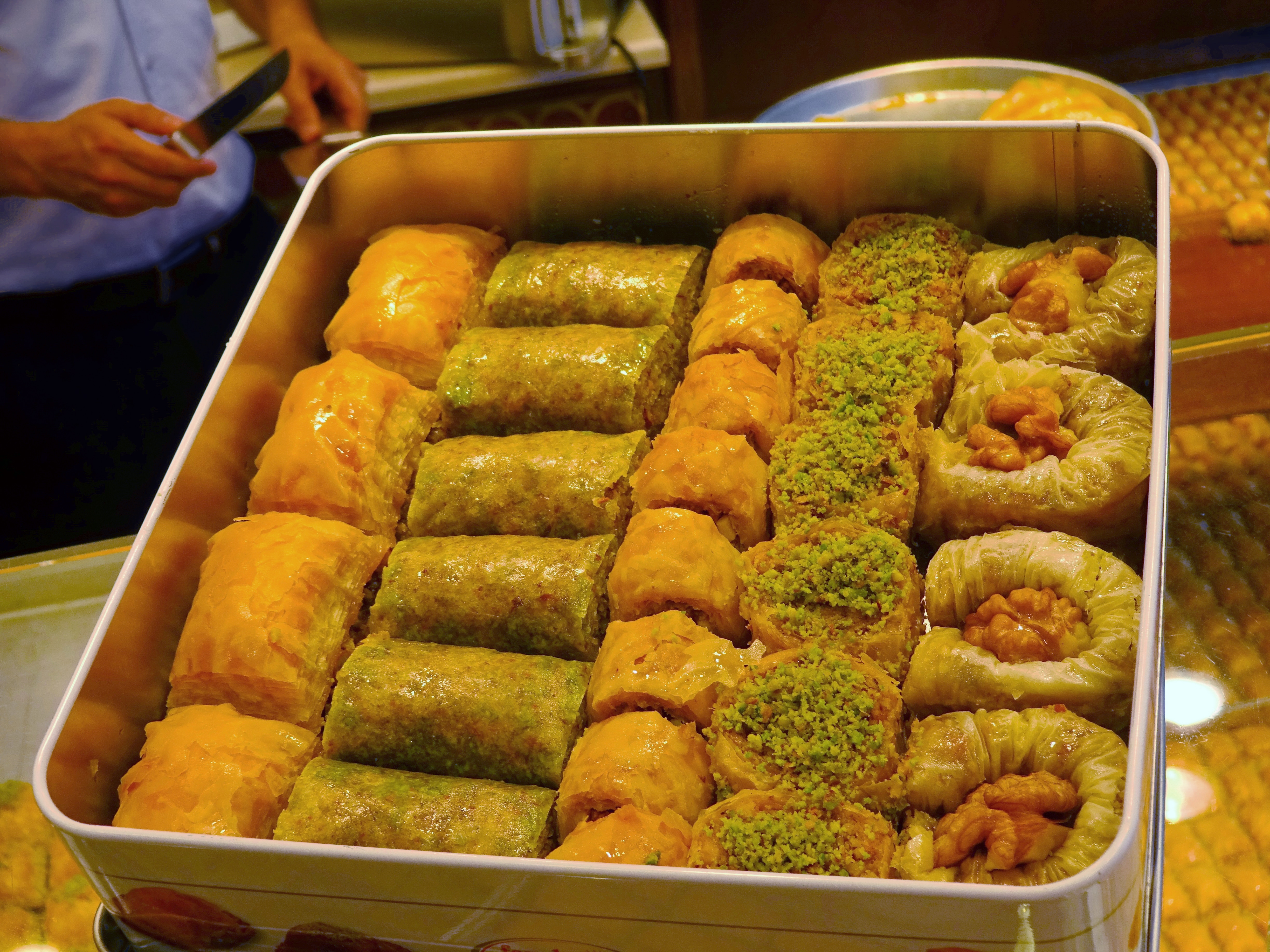
Các kiểu bánh Baklava khác nhau
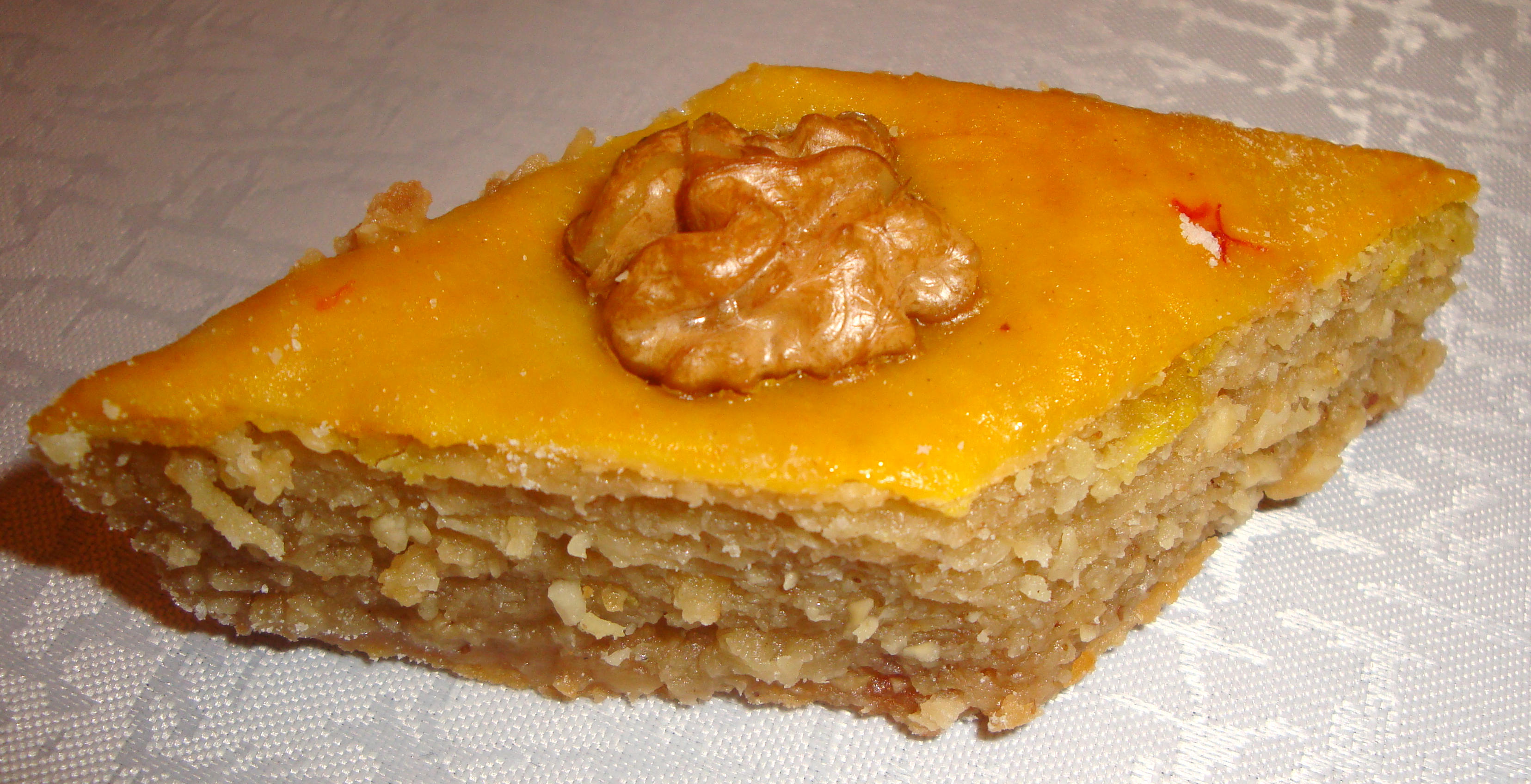
Baklava của Azerbaijan
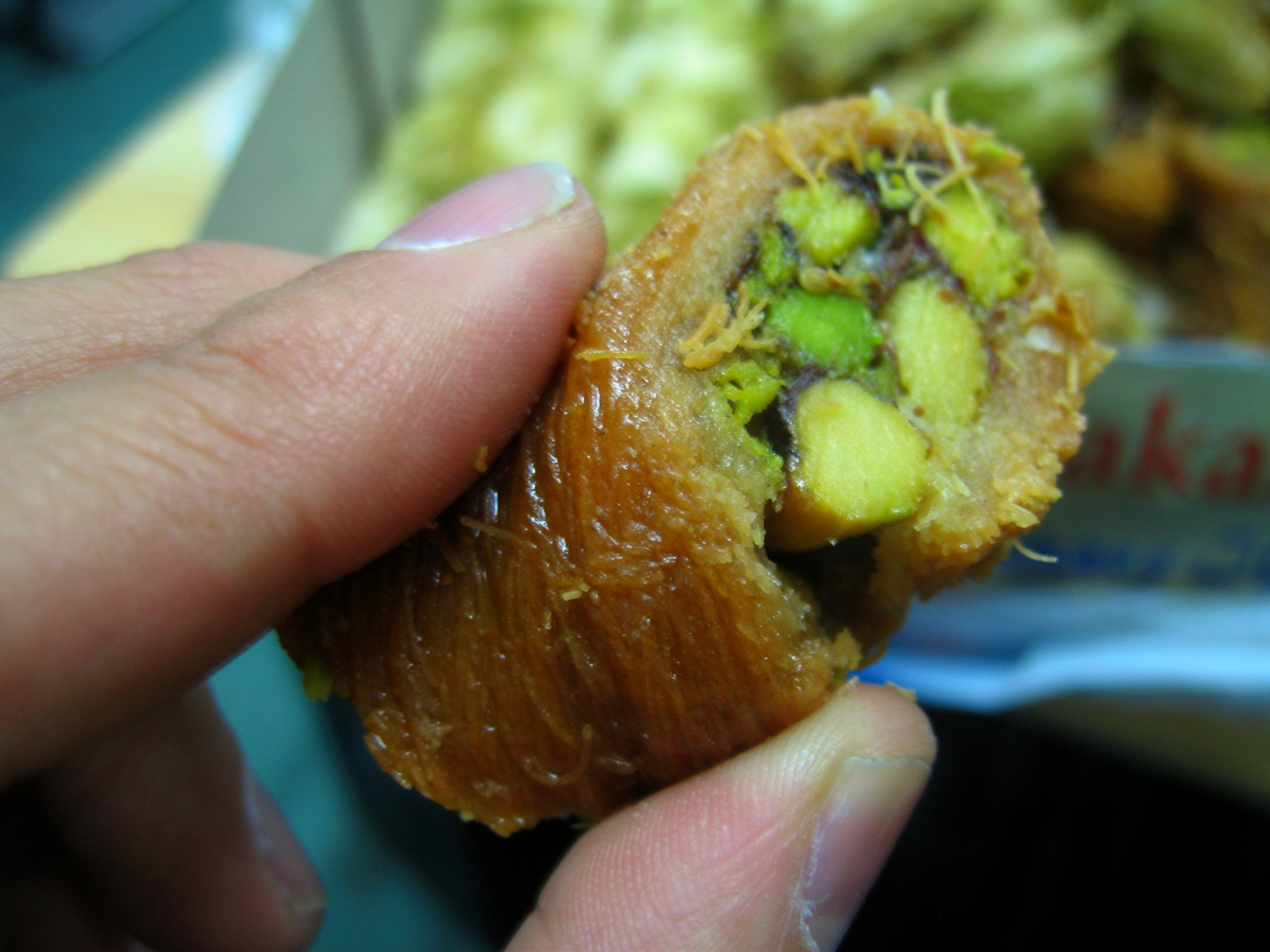
Baklava của Iraq

## Sách tham khảo
- Reuven Amitai-Preiss and David O. Morgan, eds., The Mongol Empire and Its Legacy Brill, 1999. ISBN 90-04-11946-9.
- Paul D. Buell, "Mongol Empire and Turkicization: The Evidence of Food and Foodways", p. 200ff, in Amitai-Preiss, 1999.
- Christian, David. Review of Amitai-Preiss, 1999, in Journal of World History 12:2:476 (2001).
- Perry, Charles. "The Taste for Layered Bread among the Nomadic Turks and the Central Asian Origins of Baklava", in A Taste of Thyme: Culinary Cultures of the Middle East (ed. Sami Zubaida, Richard Tapper), 1994. ISBN 1-86064-603-4.
- Roden Claudia, "A New Book of Middle Eastern Food" ISBN 0-14-046588-X
- Vryonis, Speros, The Decline of Medieval Hellenism in Asia Minor, 1971. Quoted in Perry (1994).
- Wasti, Syed Tanvir, "The Ottoman Ceremony of the Royal Purse", Middle Eastern Studies 41:2:193–200 (March 2005)